# Baja California Sur
Baja California Sur er en stat i Mexico, som ligger på den sydlige del af den Californiske Halvø, syd for den 28. breddegrad. Staten har et areal på 73.677 km² og i 2003 havde den et anslået indbyggertal på 463.500.
Statens hovedstad er La Paz. I staten ligger også turistbyen Cabo San Lucas.
ISO 3166-2-koden er MX-BCS.

## Kommuner
Baja California Sur er opdelt i fem kommuner: Comondú, Mulegé, La Paz, Loreto og Los Cabos.
- Wikimedia Commons har flere filer relateret til Baja California Sur

1. ↑  web.archive.org (fra Wikidata).
2. ↑  www3.inegi.org.mx (fra Wikidata).